# 劉易斯崖
84°17′S 161°5′E / 84.283°S 161.083°E
劉易斯崖（英語：Lewis Cliff），是南極洲的山崖，位於沙克爾頓海岸，處於沃爾科特冰原西側，長22公里，美國南極名稱諮詢委員會命名，現時由南極條約體系管理。